# Achsmanschette

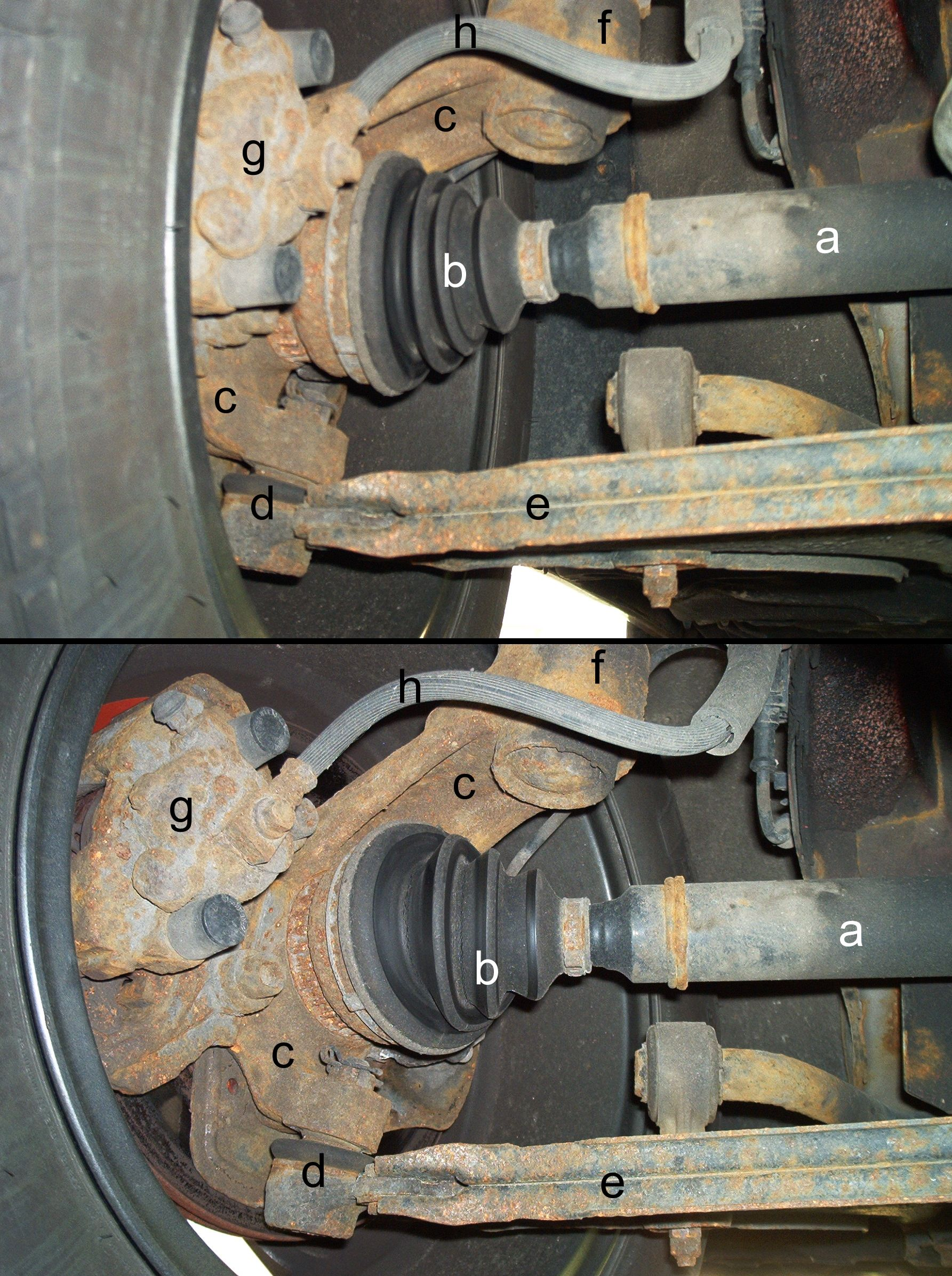
b) Achsmanschette

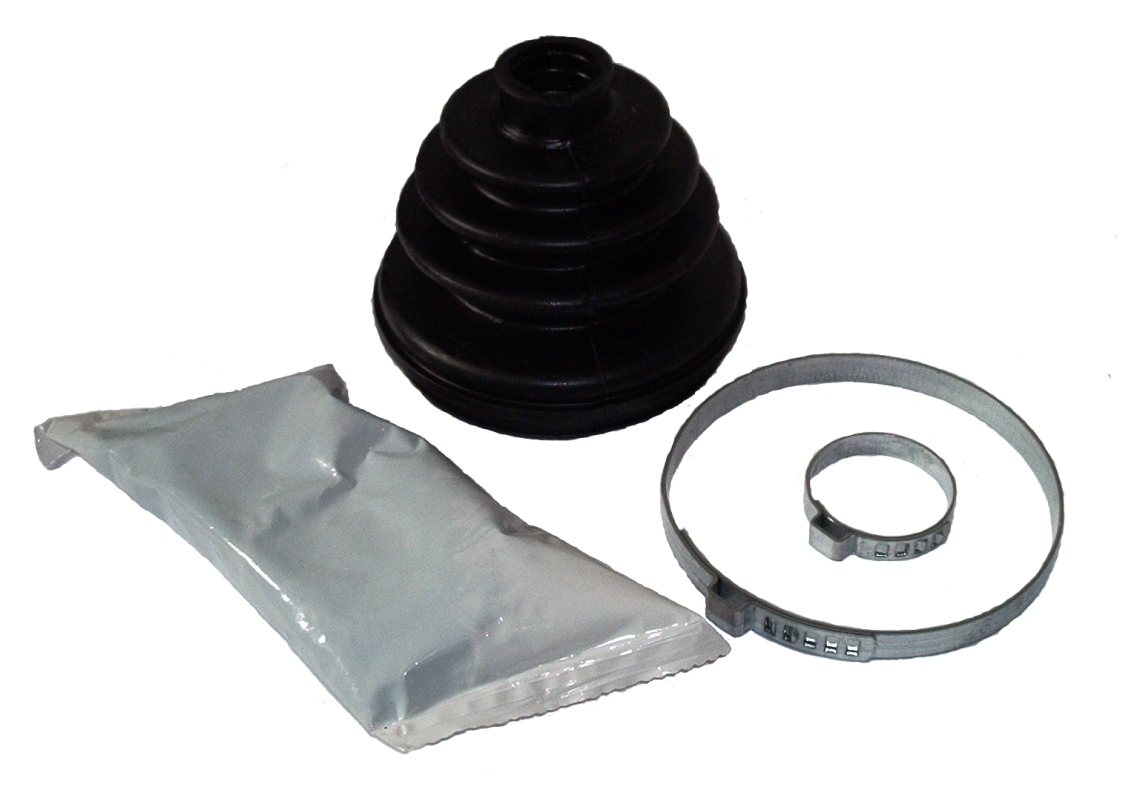
Reparatursatz

Eine Achsmanschette (auch Antriebswellenmanschette oder Gelenkwellenmanschette) ist ein spezieller Faltenbalg aus Gummi oder Kunststoff, der die homokinetischen Gelenke einer Antriebswelle, zum Beispiel bei Automobilen, flexibel abdeckt. Bei älteren meist Gelände- und somit Allradfahrzeugen ist die mechanische Lösung zu finden, dabei ist das Gelenk wie eine Kugel ausgeformt und die Antriebswelle (vollkommen abgeschlossen in einem Rohr) schließt mit dem passenden Gegenstück (Hohlform einer der Kugel) daran an. Die Bewegung ist möglich, da die beiden Kugelformen gegeneinander verschiebbar sind. 
Achsmanschetten sind Verschleißteile. Meist reißen sie aufgrund der Belastung im Fahrbetrieb ein, dadurch wird nach und nach das Fett, welches sich zur Schmierung der Gelenke in der Achsmanschette befindet, herausgeschleudert. Marderschäden sind eine weitere Ursache. Eine verminderte Schmierung des Gelenks sowie das Eindringen von Schmutz, Sand und Feuchtigkeit ist die Folge. Daraus resultierende Schäden können einfaches Rosten bis Zerstörung des Gelenks sein. Zu einem Sicherheitsrisiko bei Fahrzeugen werden defekte Achsmanschetten, indem das ausgetretene Fett während der Fahrt auf die Bremsscheibe geschleudert wird und/oder die Antriebswelle blockieren oder brechen kann, was sich aber normalerweise durch Warnzeichen vorher ankündigt, wie durch untypische Betriebsgeräusche aus den Gleichlaufgelenken, die unter der Achsmanschette liegen. Einige der benutzten Schmiermittel enthalten Festschmierstoffe wie Graphit.
Aufgrund besserer mechanischer Eigenschaften werden Achsmanschetten der Neuzeit häufig aus Kunststoff gefertigt. Diese Kunststoff-Manschetten weisen eine höhere Temperaturbeständigkeit, eine höhere Durchschlagfestigkeit sowie ein besseres Abriebverhalten auf als die bisherigen Achsmanschetten aus Gummi. Als Material werden recyclebare Kunststoffe (TEEE) verwendet.
Die radseitig montierten Achsmanschetten unterliegen, vor allem bei Frontantrieb, höheren Beanspruchungen als die getriebeseitig montierten. Höher sind die Temperatur der Bremsscheiben, der größere Beugewinkel und dadurch ein mögliches Berühren der Falten untereinander, das zu Reibung führt. Aus diesem Grund ist die Wahrscheinlichkeit eines Defektes hier deutlich höher.
Der Preis einer Achsmanschette für PKWs liegt im Reparaturset meist bei 10 bis 20 Euro, allerdings können die Kosten für den Einbau pro Seite bis zu 150 Euro betragen, da die Antriebswelle und bei manchen Fahrzeugen fast die gesamte Vorderrad-Aufhängung demontiert werden muss. Bei anderen Fahrzeugen genügt zur Demontage der Antriebswelle das Lösen des Traggelenkes. Der Austausch einer Achsmanschette bei einem KFZ mit Heckantrieb kann weniger aufwändig und dementsprechend günstiger ausfallen.